# Крамничка «З легкої руки»
«Крамничка „З легкої руки“» — фантастичний постмодерністський роман сербського письменника Горана Петровича 2000 року. У романі переплетені реальні та фантастичні події, що відбуваються на тлі історії Сербії першої половини XX століття. Книгу перекладено багатьма мовами та відзначено низкою нагород.

## Головні персонажі
- Адам Лозанич — студент-філолог, позаштатний кореспондент часопису «Наш край»
- Анастас С. Браніца — автор книги «Моя спадщина»
- Наталія Дмитрієвич (Наталі Увіль) — кохана Анастаса Браніци
- Єлена — помічниця пані Наталії Дмитрієвич
- Сретен Покіміца — працівник служби державної безпеки, садівник
- Златана — кухарка
- Професор Тіосавлевич — археограф, учень Наталії Дмитрієвич

## Сюжет
Студент і кореспондент часопису Адам Лозанич отримує незвичне завдання — внести зміни в текст однієї книги, під назвою «Моя спадщина», котра була опублікована вже дуже давно. Її автор загинув за дивних обставин, а про саму книгу Адам не знайшов жодної інформації, навіть у Національній бібліотеці.
На перший погляд, книга не містить сюжету, а є лише описом вілли та пишного саду. Починаючи працювати над нею, Адам Лозанич потрапляє в описаний світ, знайомиться там з іншими читачами, котрі одночасно з ним читають цю книгу, та стає учасником несподіваних подій. Усе це стає можливим завдяки «спільному читанню» — коли текстом можна рухатися, як і будь-яким іншим простором, та зустрічати всіх, хто паралельно читає той самий текст, «причому дехто з читачів свідомий необмеженості цього терену й розрізняє кожного зустрінутого тут, тоді як для інших таке відчуття абсолютно чуже».
У романі переплетено три сюжетні лінії: студента Адама Лозанича, читачів книги пані Наталії Дмитрієвич та її помічниці Єлени, автора роману «Моя спадщина» Анастаса Браніци.

## Сприйняття
Роман дістав схвальні відгуки критиків і читачів, здобув низку нагород.
Нагороди та відзнаки:
- 2000 — Премія журналу НІН за Найкращий роман року
- 2000 — Літературна премія «Золотий Сонях» («Віталова премія»)[1]
- 2001 — Нагорода за найбільш читану книгу Національної бібліотеки Сербії[2][3]

## Видання
Вперше книгу опубліковано 2000 року. Роман неодноразово перевидавався та був перекладений, зокрема й українською, англійською, іспанською, російською, болгарською, французькою, німецькою, нідерландською, італійською, словенською мовами. Це найвідоміший твір сербського письменника Горана Петровича і водночас його перший роман, що вийшов українською.
Видання українською мовою:
- Горан Петрович. Крамничка «З легкої руки» = Ситничарница „Код срећне руке“ / пер. з серб.: Алла Татаренко; Дизайн обкладинки: Марія Кінович. — 1-е. — Київ : Комора, 2017. — 320 с. — ISBN 978-617-7286-22-5.
- Горан Петрович. Крамничка «З легкої руки» = Ситничарница „Код срећне руке“ / пер. з серб.: Алла Татаренко; Дизайн обкладинки: Марія Кінович. — 2-е. — Київ : Комора, 2020. — 320 с. — ISBN 978-617-7286-22-5.